# محمدآباد (چالوس)
محمدآباد، روستایی است از توابع بخش مرکزی شهرستان چالوس در استان مازندران ایران.

## جمعیت
این روستا در دهستان کلارستاق شرقی قرار دارد و براساس سرشماری مرکز آمار ایران در سال ۱۳۸۵، جمعیت آن ۳۵ نفر (۸خانوار) بوده‌است. مردم محمدآباد از قومیت طبری هستند. مردم محمدآباد به زبان طبری با گویش چالوسی سخن می‌گویند.